# System stałego zasilania atramentem

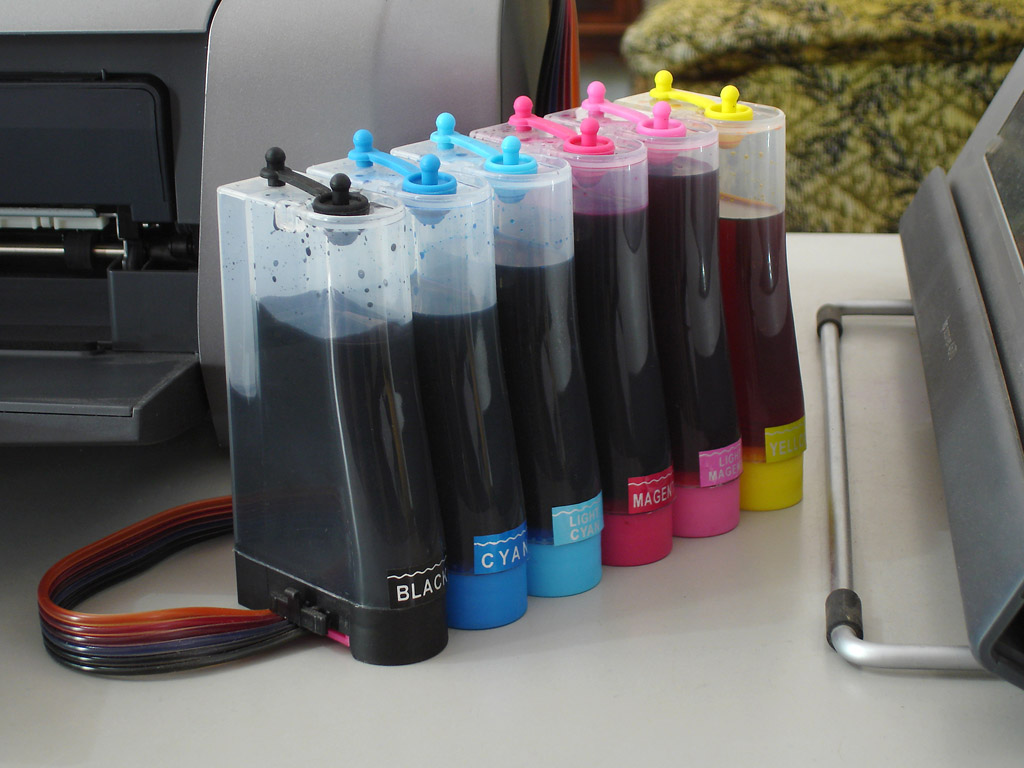
Standardowe zbiorniki do tuszy systemu CISS.

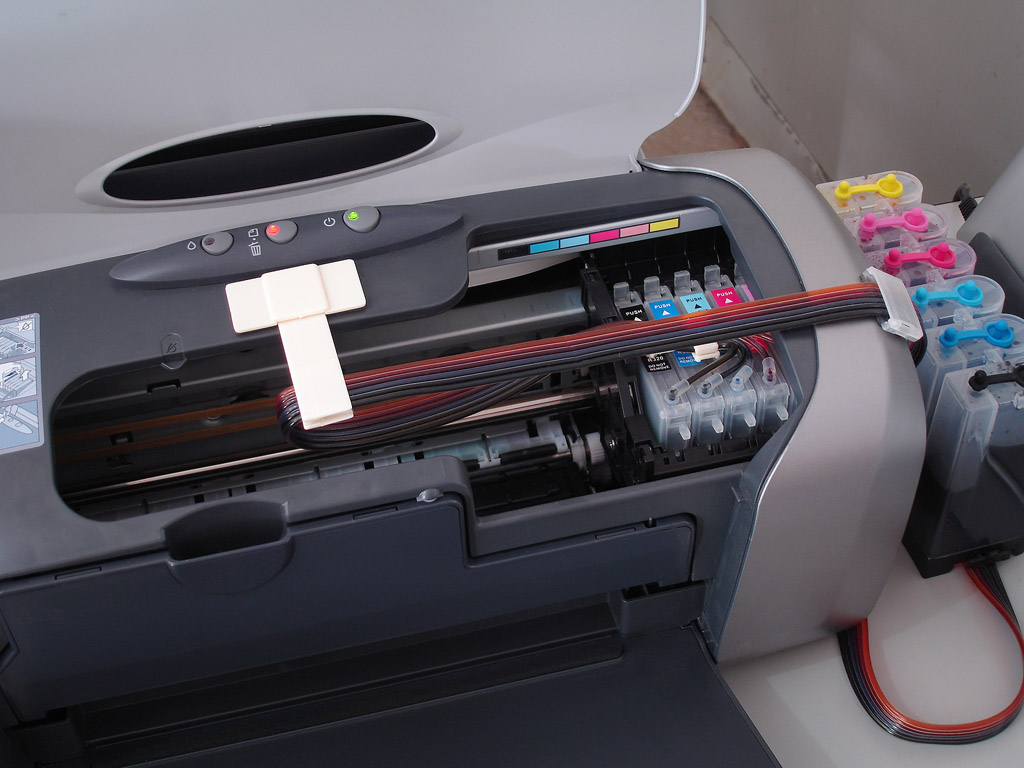
Podłączenie CISS do drukarki i mocowanie wężyków do podawania tuszu.

System stałego zasilania atramentem, CISS (eng. Continuous Ink Supply System) — urządzenie do drukarki atramentowej, które stale zasila drukarkę podając atrament do głowicy drukującej z doładowywalnych zbiorników-donorów stojących na zewnątrz. W Polsce również są rozpowszechnione inne nazwy tego urządzenia: stałe zasilanie tuszem, system ciągłego podawania tuszu/atramentu itp. CISS jest najbardziej rozpowszechnionym rodzajem alternatywnych materiałów eksploatacyjnych wielokrotnego użytku do drukarek atramentowych. CISS pozwala użytkownikom na poważne obniżenie kosztów druku i oszczędności mierzone w dziesiątkach razy.

## Opis systemu stałego zasilania atramentem
System stałego zasilania atramentem ma nieskomplikowaną konstrukcję. Urządzenie składa się z doładowywalnych zbiorników na atrament podłączonych przez przewody/rurki silikonowe do kartridżów, które są identyczne z oryginalnym. Ponieważ konstrukcja CISS jest w całości hermetyczna (z wyjątkiem komory stabilizacji ciśnienia), proces podawania atramentu z pojemników-donorów przez wielokanałowe przewody do kartridżów CISS odbywa się pod ciśnieniem. W taki sposób zapewnia się stałe podawanie atramentu do głowicy drukującej. Korzystanie z systemu stałego zasilania atramentem pozwala na poważne oszczędzanie kosztów druku nawet do 20-30 razy w porównaniu do jednorazowych kartridżów.

## Zalety korzystania z CISS
- Podłączenie systemu stałego zasilania atramentem nie wymaga żadnych zmian w konstrukcji drukarki i trwa ok. 15 minut;
- Napełnianie/uzupełnianie CISS nie wymaga specjalnych umiejętności i może być wykonana bezpośrednio przez użytkownika. Ponadto, atrament do pojemników można dolewać nawet podczas drukowania;
- Wysoka stabilność jakości wydruku zapewniana jest stałym ciśnieniem w głowicy, które nie jest zależne od poziomu atramentu w pojemnikach-donorach;
- Wzrastająca wydajność drukarki — nie trzeba tracić czasu na wymianę jednorazowych wkładów, czyszczenie głowicy drukującej, itd.;
- Obniżenie kosztów druku do 20-50 razy (w zależności od modelu drukarki i rodzaju tuszu). Należy jednak pamiętać, że koszt papieru fotograficznego podczas drukowania zdjęć stanowi poważną część kosztów odbitki. Jednocześnie obniżenie kosztów drukowania staje się na tyle odczuwalne, że uzasadnia i usprawiedliwia wykorzystanie drukarki atramentowej w celach komercyjnych: drukowanie zdjęć, wykorzystywanie w centrach fotografii i kopiowania, drukowanie prac projektowych, wykorzystywanie w produkcji pamiątek, itd. Przy czym użycie CISS praktycznie nie ma ograniczeń według terminów i mierzy się setkami tysięcy odbitek. Według pewnych szacunków, przy użyciu systemu stałego zasilania atramentem cena drukarki opłaca się do 70-100 razy[3];
- Zwiększone bezpieczeństwo druku — brak ryzyka uszkodzenia bądź zapowietrzenia głowicy drukującej podczas wymiany jednorazowych kartridżów, a w konsekwencji przedłużenie resursu drukarki;
- Drukowanie dużych ilości bez ryzyka zatrzymania się z powodu pełnego wyczerpania pojemnika z tuszem;
- Możliwość uzupełnienia zapasu atramentów o różnych kolorach w zależności od ich rzeczywistego zużycia nawet podczas drukowania, podczas gdy jednorazowe trójkolorowe naboje trzeba wymieniać zawsze po wyczerpaniu nawet jednego z trzech kolorów.
- Możliwość korzystania z dowolnego atramentu, optymalnie dostosowanego bezpośrednio do potrzeb wydruku. Na przykład, używając atramentu sublimacyjnego można termicznie przenosić wydruki na materiały do sublimacji (kubki, talerze, tkaniny syntetyczne, itd.). Atrament sublimacyjny jest wykorzystywany głównie w drukarkach Epson. W przypadku drukarek HP i Canon wykorzystanie atramentu sublimacyjnego nie jest możliwe — wpływ temperatury w głowicach drukujących tych drukarek zmienia stan tuszu sublimacyjnego.
- Natura nie zaśmieca się przez zużyte kartridże lub drukarki, ponieważ polityka marketingowa producentów CISS jest budowana na tym, że czasami taniej jest kupić nową drukarkę niż zestaw oryginalnych wkładów[4].

## Wady korzystania z CISS
Większość wad korzystania z CISS jest wynikiem osobnego zakupu drukarki i CISS. Producenci nieustannie wprowadzają do drukarek drobne zmiany, które mogą mieć wpływ na podłączenie CISS. Natomiast system stałego zasilania jest kompatybilny ze wszystkimi drukarkami atramentowymi. Pewne wady mogą wynikać z rozbieżności daty produkcji drukarki i chipów CISS do tej drukarki.
- System stałego zasilania atramentem potrzebuje wolnego miejsca przy drukarce (około 10x15 cm);
- Każda zmiana pozycji drukarki z podłączonym i przygotowanym do pracy CISS powinna być wykonywana z maksymalną ostrożnością. Przenoszenia drukarki z CISS należy dokonywać tylko z zakorkowanym pojemnikiem na tusze. W przeciwnym razie podniesienie pojemników do góry może doprowadzić do zalania drukarki i wycieku atramentu. Pod normalne zbiorniki takiego niebezpieczeństwa zazwyczaj nie ma;
- Konserwacja drukarki z CISS jest nieco bardziej skomplikowana niż w przypadku oryginalnych kartridżów[5].

## Producenci i dystrybutorzy CISS
W chwili obecnej na rynku alternatywnych materiałów eksploatacyjnych do drukarek atramentowych obserwowana jest ostra konkurencja producentów. Rozwój technologii kolorowego druku atramentowego doprowadził do rozwoju całej branży przemysłu, pracującego nad doskonaleniem starych i opracowaniem nowych systemów drukowania. Popyt na systemy stałego zasilania jest uwarunkowany zbyt szybkim rozwojem technologii cyfrowych w ciągu ostatnich kilku lat. Techniczny postęp doprowadził do rozpowszechnienia fototechniki cyfrowej i wskutek tego zwiększył popyt na druk atramentowy w warunkach domowych, biurowych oraz w fotolabach. W Polsce można wydzielić takie firmy zajmujące się technologią CISS jak, Atramentówka, COLORWAY, INKSYSTEM, Gellex, Komputery SONET.